# Kristenforfølgelse
Kristenforfølgelse er mere eller mindre organiseret forfølgelse af kristne. Oftest finder kristenforfølgelse sted, hvor kristne er i mindretal, og forfølgelsen udøves af magthaverne eller befolkningsflertallet, eller begge. Kristenforfølgelser kan f.eks. bestå i chikane, smædekampagner, fratagelse af ejendom, udelukkelse fra offentlige hverv, fængsling eller henrettelse.

## Definition på kristenforfølgelse
Følgende definition er udarbejdet af professor Peter Lodberg ved Aarhus Universitet.
Forfølgelse af kristne er voldelige og retslige overgreb mod kristne, kristne grupper og menigheder pga. deres kristne overbevisning og praksis. Vold skal forstås som bl.a. fysisk overlast, manglende statslig beskyttelse, tyveri af jord og ejendom. Retslig skal forstås som forskelsbehandling i lovgivning i form af love om blasfemi og apostasi.
Der findes også meget bredde definitioner, mens denne definition er mere snæver og dermed præcis. Med en præcis definition kan kristenforfølgelse som fænomen afgrænses fra anden form for lidelse og modstand. Dette bidrager til at give nogle klare kriterier i forhold til at kunne bestemme, hvad der ligger inden og uden for begrebet, og bidrager til, at vi i arbejdet kan have fokus på netop de kristne, der forfølges.

## Antal forfulgte kristne
Tænkentanken for Forfulgte Kristne udgav i maj 2022 rapporten Forfølgelsens omfang. Ifølge denne rapport kan det dokumenteres, at 80.000 kristne i 2020 blev forfulgt for deres tro. De 80.000 er dokumenterede tilfælde og der er sandsynligvis et mørketal, eksempelvis hvis kristne bliver diskrimineret, chikaneret eller forfulgt, men ikke har kontakt til omverdenen, så andre får kendskab til hvad de udsættes for.
Tænketanken fandt, at mindst 10.000 kristne døde i 2020 for deres tros skyld, mens 70.000 blev bortført, voldtaget, tvangsgift eller oplevede, at deres borgerlige rettigheder blev krænket, fordi de var kristne. I alt lever 310 millioner kristne i lande, hvor de ikke nødvendigvis udsættes for forfølgelse, men der er risiko for, at de kan blive udsat for diskrimination, chikane eller forfølgelse, ifølge Tænketanken for Forfulgte Kristne.

## Kristenforfølgelser i Romerriget
Det mest kendte eksempel på kristenforfølgelse er kristenforfølgelserne i Romerriget.
Romerstaten lod de undertvungne folk beholde deres religion, når de blot ydede de romerske guder den skyldige respekt, men de kristne var jo ikke et folk i almindelig forstand, og de havde et social-politisk ideal, Gudsriget, som var diametralt modsat Romerriget. De kristne forkyndte, at der ikke var forskel på træl og på fri, de gav kvinden en med manden jævnbyrdig stilling og stillede jøde og barbar på lige trin med romer og græker. Et sådant demokrati og en sådan internationalisme vendte op og ned på alt det, som var helligt for en romer. Kristennavnet samlede i sig alt, hvad der var skændigt, selve det at være en kristen var en forbrydelse og nok til domfældelse, enten det nu var til bålet eller til som folkeforlystelse at kastedes for de vilde dyr, til deportation eller for kvindernes vedkommende til at sættes i bordellerne. En kristen var en gudsfornægter, fordi han ikke deltog i den kultus, alle hæderlige romerske borgere deltog i; han var majestætsforbryder, fordi han ikke vilde ofre til kejseren; han drev unaturlig utugt og åd menneskekød i forsamlingerne — en kristen var fredløs i Romerriget. Og midt i en verden af hævn, blodtørst og grumhed stod den kristne menighed og vidnede om kærligheden og freden og tålsomheden.
Den første kristenforfølgelse var den under Nero (64), der gav de kristne skylden for Roms brand og lod en mængde kristne henrette, også under Domitian (81-96), blev de kristne igen forfulgt, denne gang både i Rom og Lilleasien, men disse forfølgelser dæmpedes efter Domitians død.
Under Trajan (98—117) var der flere kristenprocesser, og i et brev til statholderen i Bithynien, Plinius den Yngre, skriver han (ca. år 100), at de kristne ikke skal opsøges, men når man får dem under behandling, skal de straffes. Dette trajanske reskript blev rettesnoren for behandlingen af de kristne i 150 år, og om den tid gælder Origenes’ udtalelse fra 244: "De, der i tidens løb er døde for Kristus, kan let tælles", men historien melder dog om ikke få og ret betydelige kristenforfølgelser også i dette tidsrum. Voldsom var forfølgelsen i Gallien (Lyon) under Marc Aurel (177) og i Afrika under Septimius Severus (197—212) i de første år af det 3. århundrede, hvor mange kristne blev dræbt i anledning af en lov fra kejser Septimius Severus, som forbød udbredelsen af kristendom og jødedom, samt under Maximinus Thraker (235—38), men hos mange af de orientalske kejsere, især hos deres kvindelige slægtninge, var der sympati for kristendommen.
Før kejser Decius’ tid havde romerstatens lovgivning ikke beskæftiget sig med de kristne. Forfølgelserne før den tid var spredte og hvilede enten på kejserlige reskripter (ikke edikter), som ikke bandt efterfølgere, eller på, at lokale øvrighedspersoner gjorde sig til redskaber for folkehadet.
Da Decius blev kejser (249—251), ville han genoplive den gamle romerånd, derfor måtte han den kristne menighed til livs, og hermed begynder den første almindelige kristenforfølgelse, idet han 250 udstedte et edikt om, at de kristne inden for en vis tid skulle fornægte Kristus og ofre til Roms guder; de, der ikke gjorde det, skulle fængsles og ved pinsler tvinges til frafald; bisperne skilte man ved livet.
Forfølgelserne fortsattes under Gallus (251—254) og Valerianus (254—260), der i 257 forbød de kristnes forsamlinger og forviste bisperne og præsterne og 258 befalede, at bisper og præster samt kristne standspersoner straks skulle henrettes. Til trods for dette lykkedes det ikke at udrydde kristendommen, og i 260 besluttede kejser Gallienus (260—268) at indstille forfølgelserne og erklærede straks ved sin tronbestigelse kristendommen for en tilladt religion, og nu havde de kristne fred århundredet ud, og kristendommen bredte sig og blev en magt i officers- og hofkredse.
Kejser Diocletian’s (284—305) hustru og datter samt overkammerherre var kristne, men under ham udbrød den voldsomste kristenforfølgelse, idet han, tilskyndet af sin medregent, Galerius, i 303 udstedte et edikt, hvor efter alle soldater, også de kristne, skulle ofre; kort efter udstedte han et nyt, som bød at jævne alle kirker med jorden, at brænde de kristnes hellige skrifter, at fratage alle kristne borgerrettighederne og friheden; alle kristne slaver mistede for stedse håbet om at få frihed. Hertil kom et edikt om, at alle menighedsforstandere skulle fængsles, og 304 et andet om, at alle kristne skulle tvinges til at ofre. Herved udbrød en kristenforfølgelse i hele Romerriget, som man hverken har kendt før eller siden. Denne gang var de kristne dog mere standhaftige, og til sidst måtte kejser Galerius indstille forfølgelserne og anerkende kirken i 311.
Den 28. oktober 312 sejrede Konstantin den Store under korstegnet over Maxentius og det gammel-romerske parti, og 313 udstedte han sammen med sin svoger, Licinius fra Milano et edikt, hvorved kristendommen blev gjort til en tilladt religion i Romerriget. Hermed ophørte kristenforfølgelse i Romerriget.

## Nuværende situation
På nogle punkter har den offentlige debatten om forfulgte kristne tegnet et overdramatiseret billede af kirkens situation i den muslimske verden. Et eksempel er udsagnet, der ofte er citeret om, at kristne er den mest forfulgte religiøse gruppe i verden. Udsagnet er bl.a. baseret på et skøn i en artikel i 2009 fra Internationale Gesellshaft für Menshenrechte (IGFM) i Frankfurt, der sagde, at 80 % af de religiøst diskriminerede er kristne. Yderst sjældent er det dog blevet præciseret, at der dengang blot var tale om et skøn. I 2020 meldte selvsamme IGFM ud, at der ikke er ”die geringste Grundlage” (det ringeste grundlag), for påstanden om at én religiøs gruppe er mere forfulgt end andre. 
Hertil kan man indvende, at i og med at kristendommen er den mest udbredte religion i verden, er kristne derfor mest forfulgt. Et sådant ræsonnement svarer til at sige, at flere amerikanere end danskere er nærsynede, blot fordi der er flere amerikanere end danskere. Men absolutte tal fortæller dog ikke hvorvidt tilhængere af mindre udbredte religioner eventuelt er forholdsvist mere forfulgt end kristne.
Cand.scient.pol. og generalsekretær i Dansk Europamission Samuel Nymann Eriksen har skrevet artiklen: Er kristne den mest forfulgte religiøse gruppe i verden?, hvor han også giver et bud på hvordan man finde hvilken religiøs gruppe der mest forfulgt.
Lektor i teologi ved Aarhus Universitet, Peter Lodberg, mener at dele af den moderne forfølgelse, sker som en bebrejdelse af vestlige regeringers manglende indgriben i de tidligere totalitære regimer som f.eks. Syrien, Egypten og Irak. Han mener også, at den store magt, som de islamitiske grupper har fået under det Arabiske Forår, spiller en stor rolle i forfølgelsen i de lande.
Den kristne non-profit organisation Dansk Europamission har udgivet en beskrivelse af lande hvor kristne risikerer chikane, diskrimination eller forfølgelse.
Den kristne non-profit organisation "Åbne Døre" offentliggøre hvert år en top-50 liste, over lande hvor forfølgelse af kristne er værst. I 2013 toppede Nordkorea listen over lande, hvor kristne mindretal er udsat for den største trussel:

### Muslimske verden

#### Afghanistan
Martyrdød og eksklusion fra samfundet og familien er noget af det, som afghanske kristne risikerer for deres tro. Presset til at tilpasse sig islam på alle livets områder er stort, hvad enten det gælder familie-, arbejds- eller offentligt liv. Islam er selve grundlaget for det afghanske samfund, og næsten alle afghanere er muslimer.
I 2006 blev den 41-årige afghaner Abdul Rahman anholdt, for at konvertere fra Islam til Kristendom, der ifølge Sharia lov medfører dødsstaf. Han blev dog efter et massivt vestligt pres, frigivet, hvorefter Abdul flygtede til Italien, hvor han var lovet asyl. I 2008 blev den britiske velgørenhedsarbejder Gayle Williams dræbt af Taliban, "fordi hun arbejdede for en organistion, der havde til formål at prædike kristendom i Afghanistan", selvom hun var meget omhyggelig, for ikke at konvertere afghanere.

#### Algeriet
Natten mellem den 26-27 marts 1996 blev syv katolske munke kidnappet, som en del af den algeriske borgerkrig. De blev holdt indespærret i to måneder, indtil de blev fundet dræbt den 21. maj 1996. Omstændighederne ved deres kidnapning og død er forsat kontroversiel, da både den islamitiske gruppe, Armed Islamic Group tager ansvar for både kidnapning og dræb, mens en pensioneret fransk general, Francois Buchwalter rapportere, at munkerne ved et uheld blev dræbt af den algeriske hær, i et forsøg på at redningsforsøg.
Den 9. januar 2010 blev en pinsekirke i Tizi Ouzou plyndret og brændt ned til grunden af islamistiske unge. Præsten er citeret for at sige, at kirkegængere var nødsaget til at flygte, da politi lod en lokal bande uromagere fortsætte, uden af tjekke deres ærinde.

#### Egypten
Tekst mangler, hjælp os med at skrive teksten

#### Indonesien
Tekst mangler, hjælp os med at skrive teksten

#### Iran
Tekst mangler, hjælp os med at skrive teksten

#### Irak
Tekst mangler, hjælp os med at skrive teksten

#### Malaysia
Tekst mangler, hjælp os med at skrive teksten

#### Pakistan
Tekst mangler, hjælp os med at skrive teksten

#### Saudiarabien
Tekst mangler, hjælp os med at skrive teksten

#### Sudan
Tekst mangler, hjælp os med at skrive teksten

#### Syrien
Tekst mangler, hjælp os med at skrive teksten

#### Tunesien
Tekst mangler, hjælp os med at skrive teksten

#### Tyrkiet
Tekst mangler, hjælp os med at skrive teksten

### Andre lande

#### Indien
Tekst mangler, hjælp os med at skrive teksten

#### Nigeria
Tekst mangler, hjælp os med at skrive teksten

#### Indien
Tekst mangler, hjælp os med at skrive teksten

#### Kina
Tekst mangler, hjælp os med at skrive teksten

#### Nordkorea
Tekst mangler, hjælp os med at skrive teksten

#### Indokina
Tekst mangler, hjælp os med at skrive teksten

## Ekstern henvisning
- http://www.forfulgtekristne.dk/ Dansk Europamission, arbejder for at give hjælp til forfulgte kristne og evangeliet til alle.
- http://www.forfulgt.dk/ Åbne Døre, den danske afdeling af Open Doors International, som arbejder for at forbedre forholdene for forfulgte kristne